# Sankt Nikolaj Kirke (Hvidovre)
 For alternative betydninger, se Sankt Nikolaj Kirke. (Se også artikler, som begynder med Sankt Nikolaj Kirke)
Sankt Nikolaj Kirke i Hvidovre er bygget i 1960 med Johan Otto von Spreckelsen som arkitekt.
Det er Den romersk-katolske kirke, der står bag byggeriet, som blev præmieret af Hvidovre Kommune som .. "en god og smuk nybygning".
Beliggenheden på hjørnet af en stille villavej og en travl hovedgade stiller krav til lydisoleringen. Bygningen er lavet i gul teglsten og den stejle tagkonstruktion er belagt med tagpap.